# Chan Wai Ki
To je ime in priimek kitajske osebe; priimek je Chan.
Chan Wai Ki, kitajski snukerist, * 4. maj 1973.
Chan je osvojil dve srebrni medalji na Azijskih igrah 2006, med dvojicami (z Marcom Fujem) in med ekipami (z Marcom Fujem in Fung Kwok Waijem).